# Giacomo Zampieri
Giacomo Zampieri (Agna, 29 settembre 1924 – Cittadella, 2 ottobre 2023) è stato un ciclista su strada italiano, professionista dal 1949 al 1957.

## Palmarès
- 1949 (Bottecchia, due vittorie)

1ª tappa Giro delle Dolomiti
Classifica generale Giro delle Dolomiti
- 1950 (Bottecchia, una vittoria)

Coppa Placci
- 1951 (Arbos, due vittorie)

3ª tappa Giro delle Dolomiti
Classifica generale Giro delle Dolomiti
- 1952 (Bottecchia, una vittoria)

Gran Premio Massaua-Fossati
- 1955 (Vampire, due vittorie)

4ª tappa Giro di Sicilia (Catania > Ragusa)
Gran Coppa Vallestrona

## Piazzamenti

### Grandi giri
- Giro d'Italia

1950: 19º
1951: 37º
1952: 11º
1953: ritirato

### Classiche monumento
- Milano-Sanremo

1950: 9º
1951: 75º
1952: 37º
1953: 87º
- Giro di Lombardia

1950: 28º
1951: 31º
1953: 62º
1955: 11º